# Câmpu Mare, Gorj
Câmpu Mare este un sat în comuna Scoarța din județul Gorj, Oltenia, România.
 Acest articol despre o localitate din județul Gorj este deocamdată un ciot. Puteți ajuta Wikipedia prin completarea lui.